# شرف‌آباد بالا
شرف‌آباد بالا، روستایی از توابع بخش کاکاوند شهرستان دلفان در استان لرستان ایران است.

## جمعیت
این روستا در دهستان کاکاوند غربی قرار دارد و براساس سرشماری مرکز آمار ایران در سال ۱۳۸۵، جمعیت آن ۳۱۳ نفر (۵۶خانوار) بوده‌است.